# HFC Haarlem in het seizoen 1961/62
Het seizoen 1961/1962 was het achtste jaar in het bestaan van de Haarlemse betaaldvoetbalclub Haarlem. De club kwam uit in de Eerste divisie A en eindigde daarin op de 16e plaats, dit hield in dat de club rechtstreeks degradeerde naar de Tweede divisie. Tevens deed de club mee aan het toernooi om de KNVB beker, hierin werd in de derde ronde, na verlenging, verloren van DWS/A (4–5).

## Wedstrijdstatistieken

### Eerste divisie A
|       | AGOVV | Alkmaar '54 | BVV   | D.F.C. | DHC   | Eindhoven | Fortuna | Go Ahead | 't Gooi | Helmond | KFC   | Leeuwarden | Sittardia | Stormvogels | SVV   | Veendam | Vitesse |
| ----- | ----- | ----------- | ----- | ------ | ----- | --------- | ------- | -------- | ------- | ------- | ----- | ---------- | --------- | ----------- | ----- | ------- | ------- |
| Thuis | 2 – 3 | 0 – 1       | 0 – 1 | 0 – 0  | 0 – 3 | 0 – 0     | 2 – 3   | 0 – 4    | 0 – 3   | 1 – 0   | 0 – 1 | 1 – 0      | 0 – 3     | 1 – 0       | 0 – 1 | 0 – 0   | 1 – 4   |
| Uit   | 6 – 4 | 2 – 0       | 2 – 1 | 2 – 0  | 5 – 1 | 4 – 1     | 8 – 2   | 4 – 1    | 2 – 2   | 1 – 3   | 2 – 0 | 0 – 1      | 1 – 0     | 1 – 1       | 5 – 1 | 6 – 2   | 3 – 1   |

### KNVB beker
| 2e ronde                                     | Haarlem                                           | 2 – 0 (1 – 0)                      | Koninklijke HFC                                          |
| 31 maart 1962 Plaats: Haarlem Jan Gijzenkade | Ruud Frie –', –'                                  |                                    |                                                          |
| 3e ronde                                     | Haarlem                                           | 4 – 5 (2 – 3, 4 – 4) Na verlenging | DWS/A                                                    |
| 29 april 1962 Plaats: Haarlem Jan Gijzenkade | Lout Vreeken 3', 36' Ruud Frie 52' Fred Jaski 65' |                                    | 23', 92' Arie de Oude 34' Jan Braam –', 60' Wim de Kreek |

## Statistieken Haarlem 1961/1962

### Eindstand Haarlem in de Nederlandse Eerste divisie A 1961 / 1962
| Stand | Gespeeld | Gewonnen | Gelijk | Verloren | Punten | Doelpunten voor | Doelpunten tegen |
| ----- | -------- | -------- | ------ | -------- | ------ | --------------- | ---------------- |
| 16e   | 34       | 5        | 5      | 24       | 15     | 28              | 81               |

### Topscorers
| #                    | Naam            | Goal |
| -------------------- | --------------- | ---- |
| 1.                   | Ruud Frie       | 10   |
| 2.                   | Jaap Doornbos   | 4    |
| 3.                   | Otto Berendregt | 3    |
| 3.                   | Lout Vreeken    | 3    |
| 5.                   | Aad Goedhart    | 2    |
| 5.                   | Nico Jonker     | 2    |
| 7.                   | Jan van Daal    | 1    |
| 7.                   | Fred Jaski      | 1    |
| Onbekende doelpunten |                 |      |
| –                    | Onbekend        | 2    |
| Totaal               | Totaal          | 28   |

| #      | Naam         | Goal |
| ------ | ------------ | ---- |
| 1.     | Ruud Frie    | 3    |
| 2.     | Lout Vreeken | 2    |
| 3.     | Fred Jaski   | 1    |
| Totaal | Totaal       | 6    |